# هیلدا جیمز
هیلدا جیمز (انگلیسی: Hilda James; ۲۷ آوریل ۱۹۰۴ – ۲۷ ژوئیهٔ ۱۹۸۲) شناگر  زن اهل بریتانیا بود.
وی در مسابقات کشوری و بین‌المللی در مجموع برندهٔ ۱ مدال نقره شده‌است.